# 陈若克
陈若克（1919年—1941年11月）原名陈玉兰，又名陈雪明，中国共产党党员，出生于上海，祖籍广东顺德。

## 生平
1919年，陈若克出生在上海，她的父亲在一家报馆当职员，母亲在工厂当工人。因为家境窘迫，陈若克只上过一年半的小学。1935年，陈若克开始参加中国共产党领导的工人运动，次年加入中国共产党。
1937年8月，日军占领上海，陈若克随工作的工厂内迁武汉，与共产党失去联系。为了与党组织取得联系，陈若克两赴延安。在第二次奔赴延安途中，陈若克在山西进入华北军政干部学校学习，期间认识了时任华北军政干校校长的朱瑞。1938年8月1日，两人结为夫妻。1939年后，陈若克历任中共山东纵队直属科科长、中共山东分局妇女委员、山东省妇女救国联合会常委、中共山东分局组织部科长等职。1940年，山东联合大会开幕时，陈若克被选为临时参议会的驻会议员。
1941年，日军集结5万兵力对中共领导下的沂蒙山区抗日根据地进行拉网合围、大扫荡，此时陈若克已怀有8个月的身孕。11月初，陈若克跟随中共军队转移到大崮，与日军遭遇，7日，共军边打边撤，陈若克因脱离大部队加之迷路不幸被日军俘虏，被关押在沂水县日本宪兵司令部。10日，陈若克在监狱中早产生下了一个女婴，日军对陈若克软硬皆施，迫使陈若克屈服，陈若克把日军递过来的奶瓶抛在地上，带着女儿一起绝食。26日，日军已无计可施，遂把陈若克和她刚出生的女儿压赴沂水县城边的沂水旁处决，陈若克时年21岁。
1941年12月，中共派武装抢回陈若克母女的遗体。在辨认已经高度腐败的遗体时，识别人员凭借尸体上缠着的朱瑞结婚时赠予陈若克的腰带確認了这就是陈若克的遗体。陈若克初被安葬在沂南县东辛庄村东，1953年迁葬于孟良崮革命烈士陵园。